# Loxosceles rufescens
Loxosceles rufescens (лат.) — вид пауков из семейства Sicariidae. Происходит из средиземноморского региона (например, обитает в Израиле), но в настоящее время распространён по всему миру. Укус опасен для человека (вызывает арахноз локсосцелизм). Тем не менее, сообщалось только об одном смертельном случае в 2016 году, причем даже по поводу этого инцидента сохраняются сомнения, так как паук не был пойман и идентифицирован, а пострадавший человек страдал аутоиммунным расстройством (миастения).